# Plaquette Samuel Coster

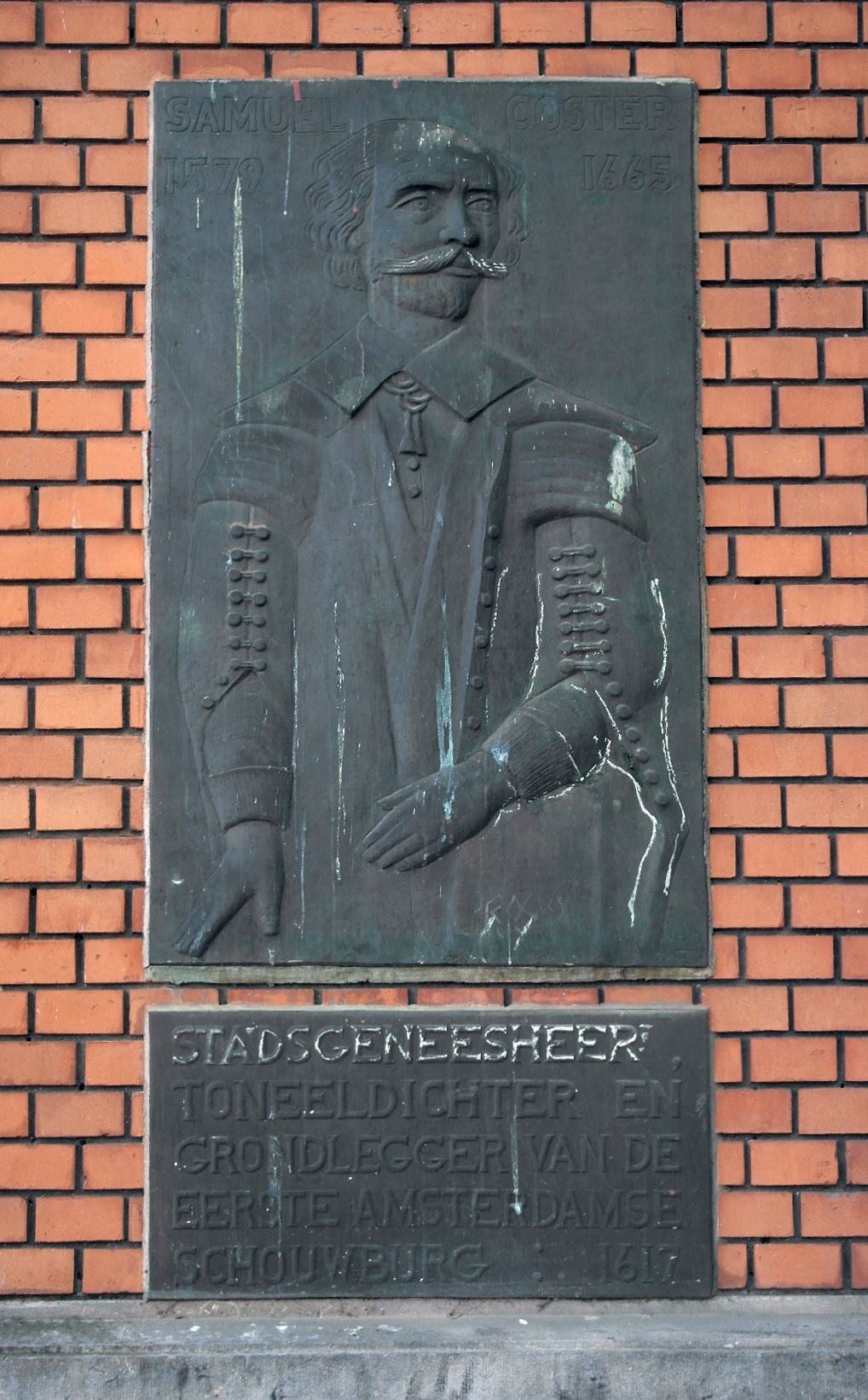
Plaquette(s) Samuel Coster (2015)

De Plaquette Samuel Coster is een artistiek kunstwerk in Amsterdam-Centrum.

Het betreft eigenlijk twee plaquettes. De bovenste daarvan betreft een portret van Samuel Coster, van huis uit arts, maar tevens bekend als oprichter van de Eerste Amsterdamse Schouwburg in 1617. Daaronder is een onderschrift geplaatst met de tekst: 
Stadsgeneesheer, Toneeldichter en, grondlegger van de, Eerste Amsterdamse,schouwburg: 1617
Die schouwburg was de voorganger van de Stadsschouwburg. De beide plaquettes zijn gemaakt door beeldhouwer Leo Braat. Wethouder Albert de Roos kwam op 3 december 1951 naar het Leidseplein om om 10 uur ’s morgens de herdenkingsplaquette(s) te onthullen. Of daartoe een specifieke aangelegenheid was is niet bekend. De plaquettes zijn geplaatst aan de noordoostelijke zijgevel van het theater aan het plein.